# Todd Stansbury
Todd Stansbury (Oakville, Ontario, 1961. április 18. –) kanadai-amerikai amerikaifutball-játékos, 2023-tól az NC State Wolfpack atlétikai igazgatója.

## Tanulmányai
Sportösztöndíjjal a Georgia Institute of Technology hallgatója lett, ahol az amerikaifutball-csapat linebackereként játszott. Ipari menedzsment alapdiplomáját 1984-ben szerezte a Georgia Techen, sportadminisztrációs mesterdiplomáját pedig 1993-ban a Georgiai Állami Egyetemen. Sérülése ellenére a Saskatchewan Roughriders kiválasztotta.

## Pályafutása

### Kezdetek
Kezdetben a bankszektorban dolgozott, de 1987-ben Scott Zolke tanácsadó telefonon felkérte a Georgia Tech amerikaifutball-tanácsadójának. Később az egyesület atlétikai igazgatója lett.
1995-től feleségével két éven át utaztak, ami átalakította látásmódját, és a World Scholar Athlete Gamesre felkészítő iskolahálózatot hozott létre.

### East Tennessee State Buccaneers
2000-ben a East Tennessee State Buccaneers atlétikai igazgatója lett. Regnálása alatt megújultak az egyetemi márkák és átalakították a toborzási módszereket, valamint golfpályát létesítettek.

### UCF Knights
2012 januárjában a UCF Knights munkatársaként a nonprofit UCF Athletics Association igazgatója lett. Az NCAA szankciói mellett a Big East Conference is átalakult, így 2013-ban az American Athletic Conference (később a Big 12 Conference) tagjai lettek. Az új liga első évében öt győzelmük volt és megnyerték a 2013-as Fiesta Bowlt.
Stansbury alatt több beruházás is megvalósult, valamint növekedett a sportolók diplomaszerzési aránya.

### Oregon State Beavers
2003 és 2012 között az Oregon State Beavers helyettes atlétikai igazgatója, 2015-től pedig pénzügyi igazgatója volt. Regnálása alatt nagyobb adománygyűjtés indult, az egyesület bevételei pedig nyolcvan százalékkal növekedtek. A Samaritan Health Systemsszel megállapodást írt alá a sportorvosi központ üzemeltetésére.
Ed Ray rektor szerint tehetséges volt a hallgatói elkötelezettség növelésében. Pályafutása alatt 168 millió dollárnyi beruházás valósult meg.

### Georgia Tech Yellow Jackets
2016-ban a Georgia Tech atlétikai igazgatója lett; Dr. Petersen rektor szerint szemlélete miatt ő az ideális jelölt.
Regnálása alatt átadták a 90 millió dolláros atlétikai központot, a diplomaszerzési arány pedig 90%-ra növekedett. A Mercedes-Benz Stadionban számos jelentősebb mérkőzést rendeztek, a Legendsszel pedig médiaszerződést írtak alá. Stratégiai víziójának megvalósítására két innovációs osztály jött létre.
Tevékenységébe korábbi csapattársait (például Sam Bracken edzőt és írót) is bevonta.

### NC State Wolfpack
2023-ban az NC State Wolfpack atlétikai igazgatója lett; reményei szerint javulnak vezetési ismeretei és ezt a játékosok hasznára fordíthatja.

## Családja
Szabadidejében feleségével, Karennel utazik; négy földrészen harminc országban jártak.

## Díjak és mérföldkövek
- Atlanta Business Chronicle – Legcsodáltabb vezérigazgatók listája (2021)
- A College Football Playoff választási bizottságának tagja (2018–2021)
- National Association of Collegiate Athletics Directors – közösségszolgálati díj
- Az Atlantic Coast Conference elismerése a „Mezek határok nélkül” programért
- A Nemzetközi Sportintézet koordinátora (1995)
- Az 1997-es World Scholar-Athlete Games népszerűsítője 16 hónapon át

## Fordítás
- Ez a szócikk részben vagy egészben  a   Todd Stansbury című angol Wikipédia-szócikk ezen változatának fordításán alapul.  Az eredeti cikk szerkesztőit annak laptörténete sorolja fel. Ez a jelzés csupán a megfogalmazás eredetét és a szerzői jogokat jelzi, nem szolgál a cikkben szereplő információk forrásmegjelöléseként.